# Cetraro
Cetraro är en ort och kommun i provinsen Cosenza i regionen Kalabrien i Italien. Kommunen hade 10 048 invånare (2017).